# Abdel Salam Aref
Pour les articles homonymes, voir Aref.
Abdel Salam Aref (en arabe : عبد السلام عارف), né le 21 mars 1921 à Bagdad et mort le 13 avril 1966, est un militaire et homme d'État irakien, président de 1963 à 1966.

## Biographie
Abdel Salam Aref fait son entrée dans le jeu politique le 14 juillet 1958 lors de la révolution contre la monarchie irakienne. Avec le général Kassem, il entre dans Bagdad et une république militaire est instaurée. Néanmoins Kassem, nationaliste irakien, est opposé à l'entrée de l'Irak dans la République arabe unie, tandis qu'Aref, nationaliste arabe, y est favorable.
Aref est écarté du pouvoir et nommé ambassadeur à Bonn dès septembre 1958, mais il ne rejoint pas son poste et à son retour deux mois plus tard il est arrêté puis condamné à mort en février 1959. Sa peine est cependant commuée en prison à vie, fait peu courant dans ces cas de coups d'État et d'épurations. Le général Kassem le gracie en novembre 1961.
Abdel Salam Aref joue un rôle déterminant, avec les baasistes, dans le coup d'État panarabe contre le général Kassem qui a lieu le 8 février 1963. Il devient d'abord président du « Conseil national de commandement de la révolution » avant d'être confirmé dans les fonctions de chef d'État le 20 novembre suivant. Aref étant nassériste, il entre rapidement en conflit avec les membres du parti Baas. S'inspirant étroitement de l'exemple de Nasser en Égypte, il crée en 1964 l'Union socialiste arabe, qui porte le même nom que le parti égyptien, et dont il fait le parti unique de l'Irak.
Il trouve la mort dans un accident d'hélicoptère entre Bassorah et Al-Qurnah, et c'est son frère Abdul Rahman Aref qui le remplaça alors à la tête de l'État.